# Figli del Nilo
Figli del Nilo (titolo originale Warlock) è un romanzo d'avventura di Wilbur Smith pubblicato in Italia nel 2001 per le Edizioni Longanesi. È il terzo di otto romanzi che lo scrittore ha ambientato in Egitto. In questo romanzo alcuni elementi fantastici compaiono per la prima volta nella serie. Il protagonista Taita infatti viene per la prima volta presentato nelle vesti di stregone (il "warlock" del titolo originale).

## Trama
È guerra aperta tra i due regni dell'Alto e del Basso Egitto, retti rispettivamente dal faraone Tamose e dal re Apepi degli Hyksos. Giunti in una città abbandonata nel deserto per far riposare l'esercito, lo stregone Taita istruisce il giovane Nefer, figlio di Tamose, ai suoi futuri incarichi da faraone. Tra gli uomini del Faraone si trova Naja, comandante delle truppe egiziane, un uomo ambizioso, senza scrupoli e deciso a tutti i costi a diventare faraone. Conscio di non avere alcun diritto nella linea di successione, organizza l'assassinio di Tamose approfittando dell'assenza di Taita, impegnato con Nefer nel primo passo sul suo cammino di faraone, la cattura del falco sacro. Tamose viene assassinato a tradimento da Naja con una freccia, e non essendo nessuno ancora conscio del tradimento da lui perpetrato, questi, in qualità di uomo fidato del faraone, viene nominato reggente fino al raggiungimento della maggiore età da parte di Nefer.
Per consolidare la sua posizione sul trono, Naja sposa le due sorelle minori di Nefer, Heseret e Merykara, diventando così un possibile pretendente al trono per la successione, e in seguito stipula un accordo con Apepi per fermare la guerra tra i due popoli. Durante una grande festa per celebrare la fine del conflitto, Nefer si innamora della bella principessa Mintaka, figlia di Apepi. Naja, conscio dei pericoli di una possibile alleanza suggellata da un matrimonio tra Nefer e Mintaka, ordina l'assassinio di tutta la famiglia di quest'ultima, offrendo poi la ragazza in moglie al cugino Trok Uruk, ma rimane Nefer come ostacolo da sormontare.
Quando Taita, già sospettoso nei confronti di Naja, viene a conoscenza del di lui comportamento crudele e della sua intenzione di uccidere Nefer, organizza di nascosto la morte del giovane facendogli bere un intruglio di sua conoscenza che lo farà sembrare morto per un certo periodo di tempo. Approfittando del lungo processo di mummificazione del corpo, Taita fugge dalla capitale e conduce Nefer nella città abbandonata, vista all'inizio del romanzo. Quando Nefer scopre da Taita dell'amaro destino di Mintaka, sposa del crudele Trok Uruk, organizza con Taita un piano per rapirla. L'eunuco si traveste così da umile venditore di tappeti, libera Mintaka e conduce anche lei nella città nel deserto.
Nel frattempo Naja mira a conquistare Babilonia, e guida con Trok Uruk l'esercito contro la città: la spedizione riesce e, in merito alla loro crudeltà, sono uccisi tutti i neonati babilonesi e i soldati vengono tutti castrati. Nel tempio di Babilonia, Naja viene convinto da un presagio a ritornare rapidamente in Egitto, dato che Nefer e Taita vi stanno ricostruendo la città e sempre più persone, tra i vessati del regno di Naja, giungono per costruire una nuova società libera.
Ormai prossimo alla maggiore età, Nefer deve affrontare la terribile Via Rossa, indispensabile per diventare pretendente al trono d'Egitto. Sotto la guida di Taita, Nefer si addestra giorno e notte, fino a diventare un giovane forte e valoroso, e decide di percorrere la Via Rossa con l'amico Meren, che riporterà gravi ferite nel corso della prova. Questa intensa parte del romanzo si conclude con la vittoria di Nefer, che, ormai forte del consenso del popolo e del diritto divino di diventare faraone, si muove contro Naja. Il primo scontro della guerra vede Nefer confrontarsi contro Trok Uruk, e solo un abile trucco magico di Taita permette al giovane di sconfiggere il colosso, ossessionato dal non aver potuto consumare il matrimonio con Mintaka.
Heseret è intanto riuscita a catturare Mintaka e Merykara, per offrirle in dono a Naja, di cui è totalmente succube. Nefer raggiunge però Naja e lo uccide, diventando il faraone dell'Alto e del Basso Egitto, ma quando viene informato del rapimento della sorella e dell'amata, si lancia in una corsa contro il tempo per fermare Heseret, la quale, ormai impazzita dal dolore per la morte di Naja, chiude Mintaka in una gabbia sotto il sole e tortura spaventosamente la sorella minore Merykara, che muore tra atroci sofferenze. Solo grazie alla sua forza Mintaka riesce a sopravvivere, mentre Meren, innamorato di Merykara, cattura Heseret. Nefer lascia a Meren la vita della sorella traditrice, che decapita portandone poi la testa a Nefer come prova.
Ormai Taita è consapevole di aver compiuto il suo dovere, mentre con Merykara è morto anche ogni motivo per Meren di trattenersi in Egitto; questi dunque decide di seguire l'eunuco in un lungo viaggio verso mete lontane, lasciandosi dietro Nefer e Mintaka, re e regina di un Egitto pronto a percorrere un futuro di pace e prosperità.

## Edizioni
- Wilbur Smith, Figli del Nilo, collana La Gaja scienza, traduzione di Lidia Perria, Longanesi, 23 febbraio 2001,  p. 654, ISBN 978-88-304-1661-1. URL consultato l'11 aprile 2011 (archiviato dall'url originale il 21 maggio 2013).
- Wilbur Smith, Figli del Nilo, collana TEADUE, traduzione di Lidia Perria, tascabile, TEA, 2008,  p. 654, ISBN 978-88-502-0702-2.
- Wilbur Smith, Figli del Nilo, collana Best TEA, traduzione di Lidia Perria, tascabile, TEA, 15 maggio 2014,  p. 654, ISBN 978-88-502-3582-7.
- Wilbur Smith, Figli del Nilo, collana I grandi della TEA, traduzione di Lidia Perria, tascabile, TEA, 4 maggio 2017,  p. 512, ISBN 978-88-502-4607-6.
- Wilbur Smith, Figli del Nilo, collana Super TEA, traduzione di Lidia Perria, tascabile, TEA, 16 gennaio 2020,  p. 654, ISBN 978-88-502-5628-0.
- Wilbur Smith, Figli del Nilo, traduzione di Lidia Perria, tascabile, TEA, 25 marzo 2021,  p. 656, ISBN 978-88-502-6013-3.
- Wilbur Smith, I figli del Nilo, traduzione di Seba Pezzani, HarperCollins, 4 luglio 2025,  p. 800, ISBN 9791259853080.